# Lobelia rogersii
Lobelia rogersii är en klockväxtart som beskrevs av Wray Merrill Bowden. Lobelia rogersii ingår i släktet lobelior, och familjen klockväxter. Inga underarter finns listade i Catalogue of Life.